# Fawzia Fahim
Pour les articles homonymes, voir Fahim.
Fawzia Abbas Fahim (née le 9 décembre 1931 à Médinet el-Fayoum en Égypte) est une biochimiste et biologiste de l'environnement égyptienne, connue pour son travail sur les effets du venin de serpent et de l'iodoacetate (en) dans la lutte antitumorale. Elle est professeure de biochimie à l'Université Ain Shams, en Égypte. Fawzia  Fahim a également apporté d'importantes contributions à la santé infantile et au travail, et les questions de pollution en Égypte.

## Carrière
Née en 1931, Fawzia Fahim a obtenu son B. Sc. de l'Université du Caire, en Egypte, en 1954, et sa maîtrise en Chimie de l'Université du Caire en 1962. En 1965, elle a obtenu son Ph. d. de l'Université de Birmingham, en Angleterre. Elle est l'auteure ou co-auteure de plus de 80 articles scientifiques.
Fahim a travaillé comme démonstratrice de la Faculté de Génie, au Département de chimie de l'Université du Caire, de 1957-1962. Elle a reçu une bourse gouvernementale de la part du Royaume-Uni, d'octobre 1962 à juin 1965, où elle fréquente l'Université de Birmingham. En 1966, elle est maître de conférences au département de biochimie de l'Université Ain Shams. En 1975, Fahim est devenue professeure agrégée et en 1980, elle est devenue professeure.
Fawzia Fahim a dirigé le Département de Biologie et de Sciences Naturelles, de l'Institut d'Études de l'Environnement et de la Recherche, de l'Université Ain Shams, de 1983 à 1989.

## Vie personnelle
En 1959, le Dr Fahim épouse Salah El-Din Mohamed El-Mahdi, professeur de Design et de Théorie des Machines à la Faculté de Génie, Université Ain-Shams. Il est mort en 1998. Ils eurent 3 enfants: Salwa (pédiatre), Mohamed (médecin de médecine interne) et Khalid, Ingénieur civil. 

## Sélection de publications
- Fawzia A Fahim, AMR Y Esmat, Essam A Mady et Emad K Ibrahim, « Antitumor Activities of Iodoacetate and Dimethylsulphoxide Against Solid Ehrlich Carcinoma Growth in Mice », Biological Research, vol. 36, no 2,‎ 2003, p. 253–62 (PMID 14513720, DOI 10.4067/S0716-97602003000200015)
- FA Fahim, AY Esmat, EA Mady, SM Ahmed et MA Zaki, « Biological activities of the crude skin toxin of the Suez Gulf oriental catfish (Plotosus lineatus) and its antitumor effect in vivo (mice) », Journal of natural toxins, vol. 11, no 4,‎ 2002, p. 283–95 (PMID 12503871)
- Fawzia A. Fahim, Daisy H. Fleita, Abdallah M. Ibrahim et Farida M. S. El-Dars, « Evaluation of some Methods for Fish Canning Wastewater Treatment », Water, Air, & Soil Pollution, vol. 127,‎ 2001, p. 205–26 (DOI 10.1023/A:1005292204184)
- Fawzia A. Fahim, Amr Y. Esmat, Gehan K. Hassan et Abeer Abdel-Bary, « Biochemical changes in patients with combined chronic schistosomiasis and viral hepatitis C infections », Disease Markers, vol. 16, nos 3–4,‎ 2000, p. 111–8 (PMID 11381190, DOI 10.1155/2000/732754, lire en ligne)
- Fawzia A. Fahim, Amr Y. Esmat, Hoda M. Fadel et Khaled F. S. Hassan, « Allied studies on the effect of Rosmarinus officinalis L. On experimental hepatotoxicity and mutagenesis », International Journal of Food Sciences and Nutrition, vol. 50, no 6,‎ 1999, p. 413–27 (PMID 10719582, DOI 10.1080/096374899100987)
- Fawzia A. Fahim, Nadia Y.S. Morcos, Faten Z. Muhammad et Amr Y. Esmat, « Role of dietary magnesium and/or manganese variables on ehrlich ascites tumor‐bearing mice », Nutrition and Cancer, vol. 12, no 3,‎ 1989, p. 279–86 (PMID 2771804, DOI 10.1080/01635588909514027)
- E. A. Mady, « Antitumor and biochemical effects of Echis coloratus crude venom on Ehrlich ascites carcinoma cells in vivo », Journal of Venomous Animals and Toxins, vol. 8, no 2,‎ 2002, p. 283–96 (DOI 10.1590/S0104-79302002000200008)